# Tartaruga-gigante
O termo tartaruga-gigante é a designação comum a diversas tartarugas terrestres, de grande porte, da família dos testudinídeos. 
As tartarugas-gigante que existem hoje em dia são características de habitats insulares da região tropical. O registo fóssil, no entanto, mostra que já foram comuns nos continentes, em particular na Ásia. As tartarugas-gigante têm dimensões variáveis, de espécie para espécie. As maiores atingem 300 kg de peso e 1.3 metros de comprimento. 
A maior população de tartarugas-gigante encontra-se no atol de Aldabra, no oceano Índico, com cerca de 100.000 exemplares de tartaruga-gigante-de-aldabra (Geochelone gigantea). 
Devido à sua incidência em habitats insulares, as tartarugas-gigante são muito sensíveis a pressões ecológicas. A tartaruga-gigante-das-seicheles, por exemplo, está extinta na Natureza. 

## Espécies de tartaruga-gigante
- Tartaruga-gigante-das-seicheles (Aldabrachelys gigantea hololissa) (extinta na Natureza)
- Tartaruga-gigante-de-arnold (Aldabrachelys gigantea arnoldi)
- Tartaruga-gigante-de-aldabra (Aldabrachelys gigantea)
- Tartaruga-das-galápagos (Chelonoidis nigra) e respectivas subespécies (extinta a tartaruga-das-galápagos-de-pinta; a última, conhecida como Lonesome George - George Solitário - morreu no dia 25/06/2012)
- Manouria emys
- Meiolania platyceps (extinta)
- Cylindraspis inepta e Cylindraspis triserrata (extintas) Maurícia
- Cylindraspis peltastes e Cylindraspis vosmaeri (extintas) Rodrigues
- Cylindraspis indica (extinta) Reunião
- Geochelone burchardi (extinta) Tenerife, Ilhas Canárias
- Geochelone vulcanica (extinta) Gran Canaria, Ilhas Canárias.1